# Pasquale Borrelli
Pasquale Borrelli (Tornareccio, 8 giugno 1782 – Napoli, 13 aprile 1849) è stato un giurista e filosofo italiano.

## Biografia
Nacque dal medico Gaudenzio e da Concetta D'Antonio. Dal 1796 studiò nel collegio degli Scolopi di Chieti. Nel novembre 1798 si trasferì a Napoli dove studiò fisica e medicina. Quindi iniziò gli studi di giurisprudenza diventando avvocato.
Aderì alla Repubblica Napoletana e per questo nel 1799 fu esiliato.
Nel 1803 pubblicò Principia zoognosiae. Nello stesso anno divenne professore di Scienze Naturali nell'ospedale di S. Giacomo degli Spagnoli a Napoli.
Nel 1809 fu nominato segretario generale della Commissione Feudale per le cause relative alla legge che abolì il feudalesimo. Fu giudice di appello dal 1813 al 1817.
Nel 1820 fu eletto nel collegio di Chieti deputato al Parlamento nazionale del Regno delle Due Sicilie. Dopo la restaurazione, fu arrestato il 20 aprile 1821 e fu esiliato nell'agosto dello stesso anno.
Durante i tre anni di esilio visse a Graz, Baden, Trieste e Firenze. Studiò filosofia e pubblicò alcune opere filosofiche, sotto l'anagramma di Pirro Lallebasque. Imparò altre lingue che gli consentirono di conoscere direttamente gli scritti di importanti filosofi europei.
Nel 1825 poté tornare dall'esilio a Napoli ma per due anni fu sorvegliato dalla polizia politica. Tornò agli studi e all'attività forense.
Fu membro dell'Accademia italiana di Livorno, dell'Accademia delle Scienze della Società Reale di Napoli, dell'Istituto Storico di Francia e dell'Accademia Pontaniana. Scrisse per vari giornali Lucifero, Progresso delle scienze delle Lettere e delle Arti, Museo, Giornale abruzzese.
Dopo la sua morte, il foro napoletano il 5 marzo del 1882 scoprì in sua memoria un busto in marmo nel Castel Capuano, oggi sede del Tribunale Civile di Napoli.

## Opere
- Monumenti poetici alla memoria di Rosina Scotti, Napoli, Domenico Chianese, 1808[2]
- Memorie legali di Pasquale Borrelli avvocato napolitano, Napoli, Tipografia Angelo Trani, 1818[3]
- Introduzione alla filosofia naturale del pensiero, opera del sig. Lallebasque, Lugano, Tipografia Vanelli, 1824[4]
- Principii della genealogia del pensiero, opera del sig. Lallebasque, Lugano, Tipografia Vanelli, 1825-29[5]
- Opere filosofiche del sig. Pirro Lallebasque, Lugano, Ruggia 1830
- Intorno a' Principii dell'Arte Etimologica. Discorso di Pasquale Borrelli, Piacenza, F.lli Del Majno, 1834,  p. 320.
- Della relazione de' tricocefali co'l colera di Napoli, Napoli, Saverio Starita 1836[6]
- Discorso su la guerra considerata nelle sue relazioni morali o sia di alcune moderne teoriche intorno alla guerra, Mendrisio 1841
- Casi memorabili antichi e moderni del regno di Napoli ricavati dagli autografi del fu conte Radowski, Grünbach, Toblents 1842[7]
- Su la successione de' figli naturali alla madre secondo le leggi del Regno delle Due Sicilie, Napoli 1844
- Su di alcune quistioni transitorie di procedura civile: dissertazione dell'avv. Pasquale Borrelli, Napoli, 1844
- Della interpretazione nel diritto civile romano e moderno trattato dall'avv. Pasquale Borrelli, Napoli 1848